# 鬼来迎
鬼来迎（きらいごう、または鬼舞ともいわれる）は、千葉県山武郡横芝光町虫生の広済寺に伝わる、地獄の様相と菩薩の救いを仮面狂言にした日本唯一の民俗芸能である。1975年（昭和50年）の文化財保護法の改正によって制定された重要無形民俗文化財の第1回の指定を受けた。

## 内容
地獄を再現し、因果応報・勧善懲悪の理法を説く仏教劇で、すべて地元民の手によって、毎年地獄の釜の開く日といわれる月遅れのお盆の8月16日に演じられる。地獄を舞台とし、死者が閻魔大王の裁きを受け鬼どもの責め苦に遭うものの菩薩によって救われるという内容で「大序→賽の河原→釜入れ→死出の山」の四段と、広済寺建立縁起を物語る「和尚道行→墓参→和尚物語」の三段、全七段からなり、所要時間は、約1時間30分。現在は大序・賽の河原・釜入れ・死出の山の四段のみが上演される。
農村信仰の原型とも言われ、衆生救済を描く他に類例の少ない民俗芸能であり、農村と信仰、そこにあらわれる鬼とは何かなどが語られる。また地獄の恐ろしさと菩薩の慈悲を間近で感じることができるとも言われる。
地獄の最大権力者である閻魔大王「えんまだいおう」は、土屋博志が担当している。

## 由来
鬼来迎の由来として、「旅の僧石屋（せきおく）が夜道に迷い、虫生（むしょう）の里の辻堂で休むうち眠りに入ってしまった。眠りの中で石屋は亡者をめぐる、文字どおり地獄絵図の様子をかいま見てしまう。賽の河原で果てしのない石積みを強いられ、鬼に追われる亡者たち。連行された地獄で亡者が筆舌に尽くしがたい責め苦を負わされる中、ある亡者の時に地蔵菩薩が現れ、鬼達に供養の卒塔婆を渡すとその亡者は成仏するというケースを知る。やがて白州に一人の娘が連れてこられ、浄玻璃鏡で虫生の里に住む椎名安芸守の娘妙西であることが明らかとなる。責め苦に耐え続ける妙西を見るに堪えかねた石屋は夢から覚めると、妙西の成仏を何とかしたいと椎名安芸守夫婦を捜し回る。辻堂近くで椎名安芸守と妻顔世に会い、妙西の件で話しかけると屋敷に招かれ、夢で見た様を一切話すこととなった。地獄絵図の際を聞くと安芸守夫妻は「娘よ妙西よ」と嘆き悲しみ、娘を責め苦に陥れた自らの罪障の消滅と妙西の成仏を願い、広済寺建立を約束した。」という話が伝えられており、鎌倉時代初期に始まったといわれている。

## アクセス等
- 日時：毎年 8月16日 15:00頃～
- 場所：千葉県山武郡横芝光町虫生483 広済寺

## 資料
- 生方徹夫『鬼来迎 - 日本唯一の地獄芝居』(麗沢大学出版会、2000年)
- 『日本の伝説19 東の祭り』　世界文化社